# Swim Cup Eindhoven 2009
De Swim Cup Eindhoven 2009 is een internationale zwemwedstrijd die van 27 tot en met 29 november 2009 werd gehouden in het zwembad de Tongelreep in Eindhoven. De wedstrijden vonden plaats in een 50 meterbad. Samen met de Amsterdam Swim Cup 2010 moesten de Nederlandse zwemmers zich bij deze wedstrijd kwalificeren voor de Europese kampioenschappen zwemmen 2010 in Boedapest.

## Wedstrijdschema
Hieronder het geplande tijdschema van de wedstrijd, alle aangegeven tijdstippen zijn Midden-Europese Tijd.
| Vrijdag 27/11 | Zaterdag 28/11 | Zondag 29/11 |
| --- | --- | --- |
| Series - vanaf 9:30 uur | | |
| 100 m vlinder vrouwen 100 m vlinder mannen 100 m rug vrouwen 100 m rug mannen LS 400 m wissel vrouwen LS 400 m wissel mannen 100 m school vrouwen 100 m school mannen 100 m vrij vrouwen 100 m vrij mannen LS 800 m vrij vrouwen LS 1500 vrij mannen | 50 m rug vrouwen 50 m rug mannen 200 m vrij vrouwen 200 m vrij mannen 50 m vlinder vrouwen 50 m vlinder mannen 200 m school vrouwen 200 m school mannen 200 m wissel vrouwen 200 m wissel mannen | 50 m school vrouwen 50 m school mannen 50 m vrij vrouwen 50 m vrij mannen 200 m vlinder vrouwen 200 m vlinder mannen 200 m rug vrouwen 200 m rug mannen LS 400 m vrij vrouwen LS 400 m vrij mannen SS 1500 m vrij vrouwen SS 800 m vrij mannen |
| Finales - vanaf 17:00 uur | Finales - vanaf 17:00 uur | vanaf 16:00 uur |
| 100 m vlinder vrouwen 100 m vlinder mannen 100 m rug vrouwen 100 m rug mannen SS 400 m wissel vrouwen SS 400 m wissel mannen SS 800 m vrij vrouwen SS 1500 vrij mannen 100 m school vrouwen 100 m school mannen 100 m vrij vrouwen 100 m vrij mannen | KF 50 m rug vrouwen KF 50 m rug mannen KF 50 m vlinder vrouwen KF 50 m vlinder mannen 200 m vrij vrouwen 200 m vrij mannen 200 m school vrouwen HF 50 m rug vrouwen HF 50 m rug mannen HF 50 m vlinder vrouwen HF 50 m vlinder mannen 200 m school mannen 200 m wissel vrouwen 200 m wissel mannen F 50 m rug vrouwen F 50 m rug mannen F 50 m vlinder vrouwen F 50 m vlinder mannen | KF 50 m school vrouwen KF 50 m school mannen KF 50 m vrij vrouwen KF 50 m vrij mannen 200 m vlinder vrouwen 200 m vlinder mannen SS 400 m vrij vrouwen HF 50 m school vrouwen HF 50 m school mannen HF 50 m vrij vrouwen HF 50 m vrij mannen SS 400 m vrij mannen 200 m rug vrouwen 200 m rug mannen F 50 m school vrouwen F 50 m school mannen F 50 m vrij vrouwen F 50 m vrij mannen |

*LS = Langzame series SS = Snelste serie KF Kwartfinale HF = Halve finale F = Finale

## EK-kwalificatie
De technisch directeur van de KNZB, Jacco Verhaeren, stelde onderstaande limieten vast voor deelname aan de EK 2010 in Boedapest, Hongarije. Zeven zwemmers ontvingen op basis van hun prestaties in 2009 een beschermde status.

### Limieten
| Afstand          | Mannen   | Vrouwen  | Afstand          | Mannen  | Vrouwen |
| ---------------- | -------- | -------- | ---------------- | ------- | ------- |
| 50m vrije slag   | 22,26    | 25,17    | 50m schoolslag   | 27,95   | 31,77   |
| 100m vrije slag  | 49,21    | 54,69    | 100m schoolslag  | 1.01,04 | 1.09,03 |
| 200m vrije slag  | 1.48,29  | 1.58,79  | 200m schoolslag  | 2.12,80 | 2.28,82 |
| 400m vrije slag  | 3.48,49  | 4.10,67  | 50m vlinderslag  | 23,74   | 26,72   |
| 800m vrije slag  | 7.57,01  | 8.33,49  | 100m vlinderslag | 52,74   | 59,12   |
| 1500m vrije slag | 15.09,06 | 16.32,71 | 200m vlinderslag | 1.57,54 | 2.10,00 |
| 50m rugslag      | 25,52    | 28,80    | 200m wisselslag  | 2.01,52 | 2.14,92 |
| 100m rugslag     | 54,97    | 1.01,80  | 400m wisselslag  | 4.17,85 | 4.44,12 |
| 200m rugslag     | 1.59,49  | 2.12,68  |                  |         |         |

### Gekwalificeerden

#### Mannen
| Zwemmer               | Afstand(en) |
| --------------------- | ----------- |
| Sebastiaan Verschuren | 200 m vrij  |
| Nick Driebergen       | 200 m rug   |

#### Vrouwen
| Zwemster            | Afstand(en)                           |
| ------------------- | ------------------------------------- |
| Marleen Veldhuis    | 50 en 100 m vrij, 50 en 100 m vlinder |
| Ranomi Kromowidjojo | 100 m vrij                            |
| Femke Heemskerk     | 200 m vrij                            |
| Hinkelien Schreuder | 50 m rug en 50 m vlinder              |
| Moniek Nijhuis      | 50 m school                           |

## Podia

### Legenda
- WR = Wereld record
- ER = Europees record
- NR = Nederlands record
- Q = Voldaan aan de EK kwalificatie eis

### Mannen
| Onderdeel   | Goud                                | Goud            | Zilver                             | Zilver   | Brons                           | Brons    |
| ----------- | ----------------------------------- | --------------- | ---------------------------------- | -------- | ------------------------------- | -------- |
| Vrije slag  |                                     |                 |                                    |          |                                 |          |
| 50 m        | Frédérick Bousquet Frankrijk        | 22,10           | Sabir Muhammad Verenigde Staten    | 22,95    | Robbert Donk Nederland          | 23,48    |
| 100 m       | Filippo Magnini Italië              | 49,82           | Frédérick Bousquet Frankrijk       | 49,90    | Sebastiaan Verschuren Nederland | 50,64    |
| 200 m       | Filippo Magnini Italië              | 1.50,05         | Glenn Surgeloose België            | 1.50,48  | Sebastiaan Verschuren Nederland | 1.51,71  |
| 400 m       | Sebastiaan Verschuren Nederland     | 3.56,08         | Joshua Walsh Verenigd Koninkrijk   | 3.56,73  | Alfie Howes Verenigd Koninkrijk | 4.02,50  |
| 800 m       | Job Kienhuis Nederland              | 8.03,56         | Bryan Mannaart Nederland           | 8.20,56  | Vincent van Iperen Nederland    | 8.50,04  |
| 1500 m      | Job Kienhuis Nederland              | 15.08,77 NR / Q | Alfie Howes Verenigd Koninkrijk    | 15.57,30 | Bryan Mannaart Nederland        | 15.58,73 |
| Rugslag     |                                     |                 |                                    |          |                                 |          |
| 50 m        | Randall Bal Verenigde Staten        | 24,81           | Bastiaan Lijesen Nederland         | 25,92    | Nick Driebergen Nederland       | 26,13    |
| 100 m       | Randall Bal Verenigde Staten        | 55,08           | Bastiaan Lijesen Nederland         | 56,07    | Nick Driebergen Nederland       | 56,49    |
| 200 m       | Arkadi Vjatsjanin Rusland           | 1.59,14         | Scott Hathaway Verenigd Koninkrijk | 2.03,17  | Nick Driebergen Nederland       | 2.03,29  |
| Schoolslag  |                                     |                 |                                    |          |                                 |          |
| 50 m        | William Meynard Frankrijk           | 29,75           | Devi Wolthuizen Nederland          | 29,76    | Gavin van der Werf Nederland    | 30,43    |
| 100 m       | Robin van Aggele Nederland          | 1.03,82         | Bram Dekker Nederland              | 1.04,43  | Devi Wolthuizen Nederland       | 1.04,59  |
| 200 m       | Devi Wolthuizen Nederland           | 2.19,05         | Martin Cernansky Oostenrijk        | 2.22,65  | Pieterjan Vangerven België      | 2.26,15  |
| Vlinderslag |                                     |                 |                                    |          |                                 |          |
| 50 m        | Frédérick Bousquet Frankrijk        | 23,67           | Jevgeni Korotysjkin Rusland        | 23,76    | Sabir Muhammad Verenigde Staten | 24,42    |
| 100 m       | Joeri Verlinden Nederland           | 53,07           | Jevgeni Korotysjkin Rusland        | 53,27    | Glenn Surgeloose België         | 54,07    |
| 200 m       | Joeri Verlinden Nederland           | 1.59,55         | Egon Van der Straeten België       | 2.03,70  | Bram Dekker Nederland           | 2.05,73  |
| Wisselslag  |                                     |                 |                                    |          |                                 |          |
| 200 m       | Yakov-Yan Zurablov Israël           | 2.04,59         | Lewis Smith Verenigd Koninkrijk    | 2.07,20  | Bram Dekker Nederland           | 2.07,36  |
| 400 m       | Thomas Haffield Verenigd Koninkrijk | 4.28,70         | Lewis Smith Verenigd Koninkrijk    | 4.29,08  | Davy Verreussel Nederland       | 4.29,88  |

### Vrouwen
| Onderdeel   | Goud                             | Goud     | Zilver                               | Zilver   | Brons                               | Brons    |
| ----------- | -------------------------------- | -------- | ------------------------------------ | -------- | ----------------------------------- | -------- |
| Vrije slag  |                                  |          |                                      |          |                                     |          |
| 50 m        | Ranomi Kromowidjojo Nederland    | 24,68 Q  | Inge Dekker Nederland                | 25,23    | Maud van der Meer Nederland         | 26,02    |
| 100 m       | Ranomi Kromowidjojo Nederland    | 53,95 Q  | Femke Heemskerk Nederland            | 55,14    | Inge Dekker Nederland               | 55,29    |
| 200 m       | Femke Heemskerk Nederland        | 2.00,23  | Hannah Miley Verenigd Koninkrijk     | 2.00,60  | Wendy van der Zanden Nederland      | 2.02,87  |
| 400 m       | Hannah Miley Verenigd Koninkrijk | 4.18,36  | Sycerika McMahon Ierland             | 4.18,79  | Kayleigh Dawson Verenigd Koninkrijk | 4.22,62  |
| 800 m       | Sharon van Rouwendaal Nederland  | 8.58,01  | Kayleigh Dawson Verenigd Koninkrijk  | 8.59,08  | Esmee Vermeulen Nederland           | 9.01,19  |
| 1500 m      | Sarah Mommers België             | 18.08,85 | Phoebe Whitehead Verenigd Koninkrijk | 18.34,38 | Marcha Admiraal Nederland           | 18.55,41 |
| Rugslag     |                                  |          |                                      |          |                                     |          |
| 50 m        | Ranomi Kromowidjojo Nederland    | 28,78 Q  | Anja van der Hout Nederland          | 29,80    | Mie Nielsen Denemarken              | 30,01    |
| 100 m       | Wendy van der Zanden Nederland   | 1.03,33  | Sharon van Rouwendaal Nederland      | 1.03,71  | Mie Nielsen Denemarken              | 1.04,33  |
| 200 m       | Femke Heemskerk Nederland        | 2.14,17  | Wendy van der Zanden Nederland       | 2.16,84  | Kimberly Buys België                | 2.17,28  |
| Schoolslag  |                                  |          |                                      |          |                                     |          |
| 50 m        | Moniek Nijhuis Nederland         | 32,03    | Kim Janssens België                  | 32,19    | Tessa Brouwer Nederland             | 33,11    |
| 100 m       | Kim Janssens België              | 1.10,51  | Lia Dekker Nederland                 | 1.10,68  | Elise Matthysen Nederland           | 1.10,71  |
| 200 m       | Hannah Miley Verenigd Koninkrijk | 2.32,35  | Yuliya Banach Israël                 | 2.32,45  | Anastasia Korotkov Israël           | 2.32,60  |
| Vlinderslag |                                  |          |                                      |          |                                     |          |
| 50 m        | Inge Dekker Nederland            | 26,29 Q  | Amit Ivry Israël                     | 26,62    | Kimberly Buys België                | 27,48    |
| 100 m       | Inge Dekker Nederland            | 59,10 Q  | Amit Ivry Israël                     | 1.00,14  | Kimberly Buys België                | 1.01,06  |
| 200 m       | Hannah Miley Verenigd Koninkrijk | 2.13,46  | Jade Barclay Verenigd Koninkrijk     | 2.14,00  | Jessica Spruit Nederland            | 2.23,19  |
| Wisselslag  |                                  |          |                                      |          |                                     |          |
| 200 m       | Hannah Miley Verenigd Koninkrijk | 2.15,99  | Sycerika McMahon Ierland             | 2.19,62  | Lona Kroese Nederland               | 2.20,46  |
| 400 m       | Hannah Miley Verenigd Koninkrijk | 4.42,33  | Sycerika McMahon Ierland             | 4.56,70  | Erin Jeffery Verenigd Koninkrijk    | 5.01,53  |